# Philadelphia Atoms 1975
Questa pagina raccoglie i dati riguardanti i Philadelphia Atoms nelle competizioni ufficiali della stagione 1975.

## Stagione
La squadra di Al Miller fu profondamente rivoluzionata, mantenendo solo pochi giocatori delle stagioni precedenti. Gli Atoms non riuscirono a superare la fase a gironi del torneo nordamericano ma, l'esordiente Chris Bahr guadagnò il titolo individuale di miglior esordiente.

## Organigramma societario
Area direttiva
- Proprietario: Thomas McCloskey
- General Manager: Hal Freeman
- Business Manager: Jim Michener

Area tecnica
- Allenatore: Al Miller
- Trainer: Bruce Hayne

## Rosa
| N. |                        | Ruolo | Calciatore  |
| -- | ---------------------- | ----- | ----------- |
| 1  | Stati Uniti (bandiera) | P     | Bob Rigby   |
| 2  | Stati Uniti (bandiera) | C     | Barry Barto |
| 3  | Stati Uniti (bandiera) | D     | Bobby Smith |
| 4  | Inghilterra (bandiera) | D     | Tony Want   |
| 5  | Inghilterra (bandiera) | D     | Roy Ellam   |
| 6  | Stati Uniti (bandiera) | C     | Chris Bahr  |
| 7  | Bermuda (bandiera)     | A     | Ralph Bean  |
| 8  | Scozia (bandiera)      | C     | Bobby Hope  |
| 9  | Inghilterra (bandiera) | A     | Jim Fryatt  |
| 9  | Inghilterra (bandiera) | A     | Peter Smith |

| N. |                             | Ruolo | Calciatore              |
| -- | --------------------------- | ----- | ----------------------- |
| 10 | Inghilterra (bandiera)      | C     | John McLaughlin         |
| 11 | Stati Uniti (bandiera)      | C     | George O'Neill          |
| 12 | Stati Uniti (bandiera)      | C     | Tom Galati              |
| 13 | Bermuda (bandiera)          | A     | Freddie Lewis           |
| 14 | Portogallo (bandiera)       | C     | Manny Matos             |
| 15 | Irlanda del Nord (bandiera) | A     | Tony Cavanagh           |
| 16 | Scozia (bandiera)           | A     | John Cummings           |
| 17 | Stati Uniti (bandiera)      | D     | Bill Straub             |
| 18 | Inghilterra (bandiera)      | D     | Derek Trevis (capitano) |
| 20 | Stati Uniti (bandiera)      | P     | Norm Wingert            |